# Klubowe Mistrzostwa Świata w piłce siatkowej mężczyzn 1991
Klubowe Mistrzostwa Świata w piłce siatkowej mężczyzn 1991 odbyły się w São Paulo w dniach 22-27 października 1991 roku.

## Uczestnicy
| Grupa A                                                         | Grupa B                                                    |
| --------------------------------------------------------------- | ---------------------------------------------------------- |
| Naranjito Il Messaggero Ravenna Mediolanum Milano Club Africane | Chińskie Tajpej Banespa São Paulo AA Frangosul CSKA Moskwa |

## Klasyfikacja końcowa
| Miejsce | Drużyna               |
| ------- | --------------------- |
| złoto   | Il Messaggero Ravenna |
| srebro  | Banespa São Paulo     |
| brąz    | Mediolanum Milano     |
| 4.      | AA Frangosul          |
| 5.      | Chińskie Tajpej       |
| 5.      | CSKA Moskwa           |
| 7.      | Naranjito             |
| 7.      | Club Africane         |